# Михайлов Дживані Костянтинович
Михайлов Дживані Костянтинович — радянський і російський композитор, музикознавець.
Народ. 18 лютого 1938 р. у Тбілісі. Навчався у Тбіліській консерваторії (1956—1957). Закінчив Московську консерваторію (1962). Учень Андрія Баланчивадзе і Арама Хачатуряна.
Викладав у Московській консерваторії, Російській академії музики, Каїрській консерваторії.
Автор музики до українського фільму «Шурка обирає море» (1963).